# Diethyl thủy ngân
Đietyl thủy ngân là một hợp chất hữu cơ có công thức hóa học (C2H5)2Hg. Nó là một chất lỏng dễ cháy, không màu và là một trong những chất độc thần kinh mạnh nhất từng biết. Hợp chất thủy ngân cơ kim này được mô tả như là có một chút mùi ngọt, mặc dù hít đủ chất này để nhận ra vị ngọt sẽ gặp nguy hiểm. Hóa chất này có thể vượt qua hàng rào máu não, gây tổn thương não vĩnh viễn.